# Södra Titnoktjärnen
Södra Titnoktjärnen är en sjö i Jokkmokks kommun i Lappland och ingår i Piteälvens huvudavrinningsområde. Södra Titnoktjärnen ligger i Kronogård Natura 2000-område.